# Kirby (Ohio)
Pour les articles homonymes, voir Kirby.
Kirby est un village américain situé dans le comté de Wyandot, dans l'Ohio. Selon le recensement de 2010, sa population est de 118 habitants.